# Gustavia gracillima
Gustavia gracillima là một loài thực vật linhin thuộc họ Lecythidaceae.
Loài này chỉ có ở Colombia.